# La Voix du travailleur algérien
La Voix du travailleur algérien est un journal syndicaliste algérien.
En mars 1957, La Voix du travailleur algérien, organe central de l'Union syndicale des travailleurs algériens (USTA) paraissait. Malgré la répression et les attentats du Front de libération nationale (FLN), la direction de l'USTA assure, jusqu'en 1962, la sortie d'un journal précieux pour la masse d'informations sur l'histoire locale et régionale du syndicat, le mode de construction des sections et les batailles engagées. Par ailleurs, les articles du journal, rédigés par des cadres syndicalistes sont des indicateurs précieux sur leur niveau de culture, leur connaissance de la langue française et du monde du travail. Tirée à plusieurs milliers d'exemplaires (40 000 numéros vendus en 1957), La Voix du travailleur algérien a constitué un précieux journal d'information, d'éducation et d'organisation des travailleurs algériens. Mieux que n'importe quelle étude, La Voix du travailleur algérien est le reflet de la vie réelle du prolétariat algérien pendant la guerre d'indépendance.